# Rosett

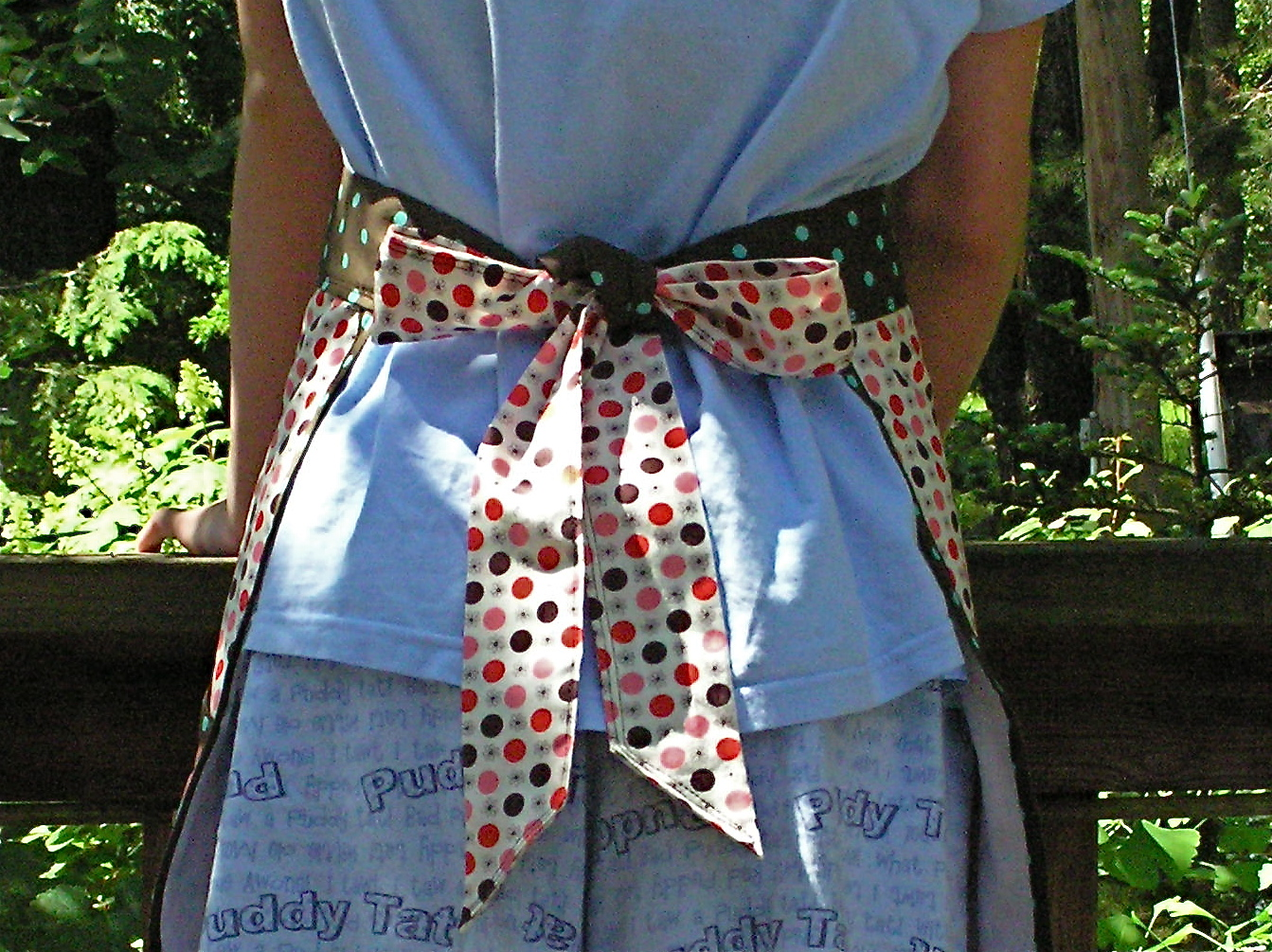
Förklädesband knutna i rosett.

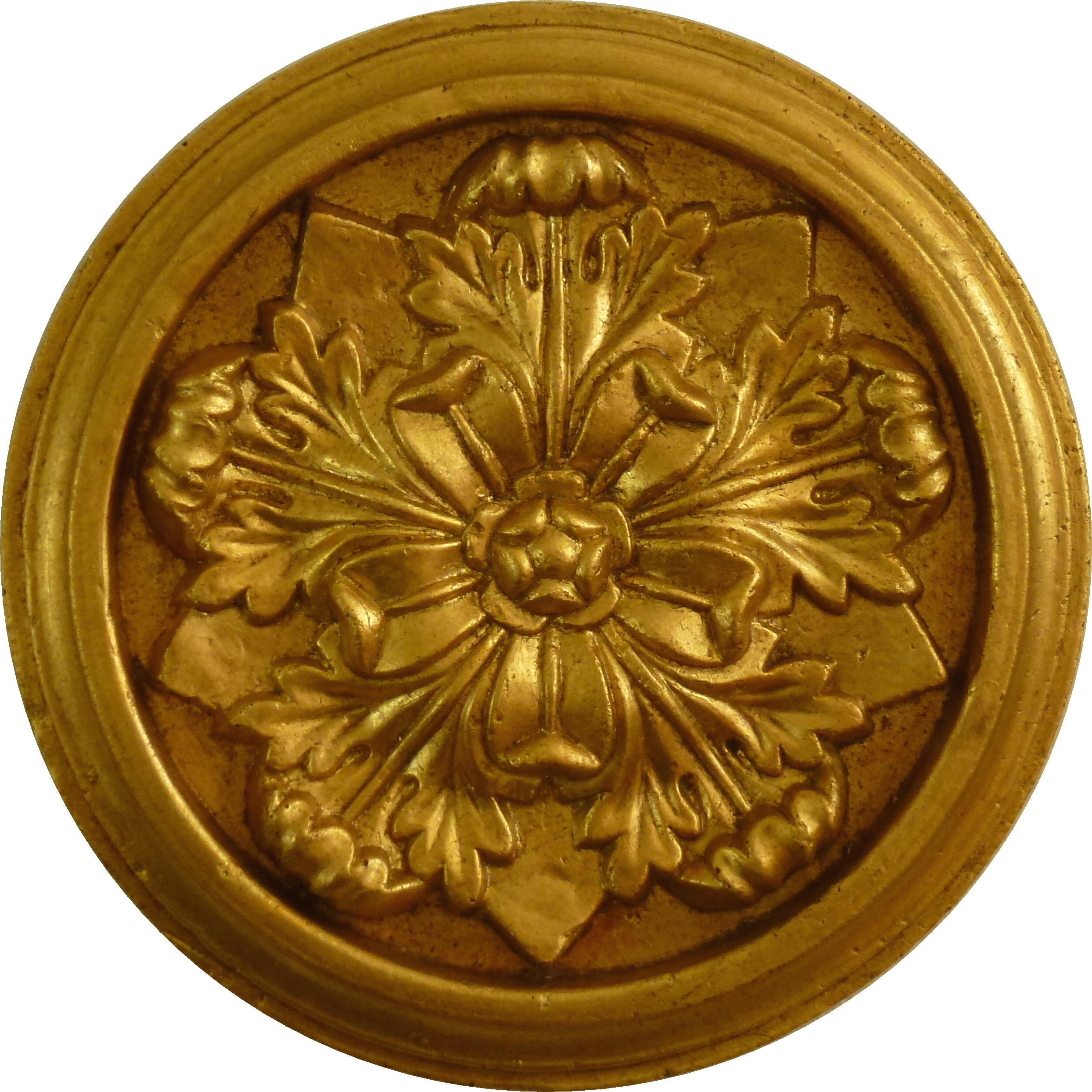
Rosett på Fullersta gård.

Rosett (franska rosette, "liten ros") är ett band som knutits för att bilda en fjärilsformad ögla. Termen rosett kan även användas om fluga. En rosett är även en arkitektonisk utsmyckning på ett byggnadsverk. Det är även vanligt med rosetter som kläddetalj hos yngre flickor, både på fritiden och som del av skoluniformen i vissa länder.
Rosetten förekommer bland annat som eget smycke eller hårspänne, och är då ibland tillverkad av siden. På kläder kan den förekomma som dekoration men även som en praktisk detalj, exempelvis på klänningars eller förklädens knytband. Rosetten kan även vara en skoknut eller en knut på ett paket- eller presentsnöre och är då vanligen dekorativt då pappret är tejpat. 
För att förhindra att en rosett löses upp, på ett par skor eller ett rörligt paket, kan knuten ersättas med en dubbelknut; ett ytterligare överhandsslag med öglorna. Då även en dubbelknut kan gå upp, kan denne avanceras till en så kallad fotbollsknut, där det andra överhandsslaget med öglorna viras ett extra varv. Fotbollsknuten lämpar sig vid tillfällen då det inte finns tidsutrymme att knyta om skorna, vid till exempel fotbollsmatch, långdistanslöpning eller barnlek. 
En ytterligare variant av knutupplösningsprevention är discorosetten, som ter sig som en enkel rosett, men där överhandsslaget med öglorna viras ett extra varv. Namnet kommer av att den är mer sofistikerad, mindre knölig än dubbelknuten och fotbollsknuten, men inte går upp lika lätt som den vanliga rosetten, och därför gör sig bra på ett par tjusiga dansskor. Knytandet kan dessutom delas upp i åtta delmoment, där det dubblade varvet med öglorna kan liknas vid dubbelklappen på den åttonde eller sextonde takten i vissa klassiska discolåtar.